# Turia (revista)
Turia es una revista cultural española, fundada en 1983 y publicada por el Instituto de Estudios Turolenses. Fue fundada y dirigida por Raúl Carlos Maícas. El primer consejo asesor estuvo compuesto por la poeta Ana María Navales (codirectora entre 1990 y 2008), el arqueólogo y profesor universitario Francisco Burillo, el escritor y periodista Federico Jiménez Losantos y el escultor Pablo Serrano. Todos los textos que aparecen en la revista son siempre inéditos. En 2023, cuando se cumplieron 40 años de su fundación, la revista aseguraba haber publicado a más de 1500 autores y 45000 páginas.

## Nombre y cabecera
El nombre de Turia es un homenaje a una revista anterior publicada en Teruel a finales del siglo XIX, la Revista del Turia. En ambos casos, se hace alusión al Turia, río que nace en la provincia de Teruel, en la Muela de San Juan, término municipal de Guadalaviar, en el entorno de los Montes Universales de la sierra de Albarracín.
La cabecera fue diseñada por el artista Gonzalo Tena. La revista ha mantenido siempre su diseño, desde el primer número.

## Premios
Turia ganó en 2002 el Premio Nacional de Fomento de la Lectura (ex aequo con la Fundación Germán Sánchez Ruipérez) otorgado por el Ministerio de Educación, Cultura y Deporte de España.
En 2023 ganó el Premio Aragón, la mayor distinción ordinaria concedida por el Gobierno de Aragón, quien la justificó en su decreto de concesión asegurando que la revista es un elemento simbólico para la cultura aragonesa contemporánea, en proyecto esencial de las letras españolas en las últimas décadas.